# Raoul Peeters
Raoul Peeters est un footballeur et entraîneur belge né le 1er janvier 1947 à Malines.

## Biographie
Ancien joueur du KFC Duffel, il est surtout connu comme entraîneur. Il a dirigé entre autres les joueurs de K Berchem Sport, KV Ostende, K Beerschot VAC, KFC Turnhout et KSV Roulers.
Il fait remonter KV Ostende de Promotion (division 3) en division 2 en 1992 puis division 1 en 1993; Il dirige alors les ostendais durant deux saisons parmi l'élite. 
Depuis juillet 2010, il est pour la troisième fois le coach du KRC Malines alors que ce club est descendu pour la première fois de son existence en Promotion.